# Louise-Élisabeth de Croÿ de Tourzel

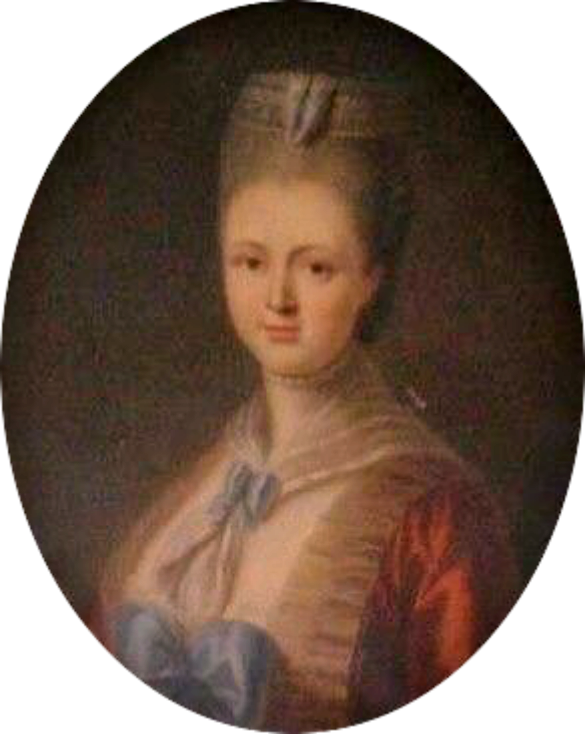
Louise-Élisabeth de Croÿ (1771)

Louise-Élisabeth de Croÿ de Tourzel (Louise Élisabeth Félicité Françoise Armande Anne Marie Jeanne Joséphine de Croÿ, * 11. Juni 1749 in Paris; † 15. Mai 1832 ebenda), Markgräfin und spätere Herzogin de Tourzel, war Ehrendame der Königin Marie-Antoinette sowie die letzte Gouvernante der königlichen Kinder Frankreichs unter dem Ancien Régime. Ihre Memoiren geben Aufschluss über das Leben der königlichen Familie während der Revolution. Madame de Tourzel war eine überzeugte Royalistin und den französischen Bourbonen treu ergeben.

## Leben

### Jugend
Louise-Élisabeth wurde als Tochter des Herzogs Louis Ferdinand Joseph d’Havré und der Prinzessin Marie-Louise Cunégonde von Montmorency-Luxembourg geboren. Sie entstammte somit der berühmten Croÿ-Familie. Ihr Bruder Joseph Anne Maximilien de Croÿ gehörte dem flandrischen Regiment an und wurde später Marschall.

### Heirat und Leben am französischen Hof
Louise-Élisabeth heiratete am 8. April 1764, im Alter von 15 Jahren, Louis François du Bouchet de Sourches (1744–1786), Marquis de Tourzel. Während ihrer glücklichen Ehe schenkte die Marquise ihrem Gatten sechs Kinder, ihr bekanntestes Kind war die Tochter Pauline (die 1796 den späteren Kämmerer Napoleons I., Alexandre Léon Luce de Galard de Brassac de Béarn, heiratete). Louise-Élisabeths Gatte starb durch einen tragischen Jagdunfall im Jahr 1786. Madame de Tourzel hat sich nicht wieder verheiratet.

### Während der Revolution
Ein großer Teil der Höflinge emigrierte schon unmittelbar nach dem Sturm auf die Bastille ins Ausland. Unter den Emigranten befanden sich auch viele der engen Vertrauten der Königin, wie die Duchesse de Polignac, die in die neutrale Schweiz floh. Da Madame Polignac zuletzt das Amt der Gouvernanten der königlichen Kinder Frankreichs innehatte und dieses nun vakant wurde, trug Marie Antoinette der Marquise de Tourzel diese Ehre an. Somit drang Madame de Tourzel in den inneren Kreis um die königliche Familie vor und begleitete diese in die Tuilerienpalast nach Paris und auch später auf der Flucht nach Varennes. Nach der missglückten Flucht wurde die Königsfamilie und ihre Entourage unter strenger Bewachung zurück nach Paris gebracht.
Die Stimmung des Volkes war durch den Fluchtversuch der königlichen Familie, der primär der Königin angelastet wurde, ohnehin aufgebracht. Das Manifest des Herzogs von Braunschweig bildete einige Zeit später den Anlass, dass sich der Volkszorn entlud. Aufgehetzt durch die unterschiedlichen Revolutionäre und Clubs stürmte der Pariser Mob am 10. August 1792 die Tuilerien. Die königliche Familie rettete sich in die Reithalle und wurde von dort in den Temple überführt. Schon einige Zeit später wurden Madame de Tourzel, ihre Tochter sowie die Prinzessin von Lamballe in das Gefängnis von la Force gebracht. Die Marquise und ihre Tochter wurden von Unbekannten aus dem Gefängnis befreit und entgingen somit dem Tod. Die Prinzessin von Lamballe wurde dagegen angeklagt, vom Mob getötet; ihre Leiche wurde durch die Straßen von Paris geschleift, der abgeschlagene Kopf vor das Fenster der Königin gehalten.

### Nach der Revolution

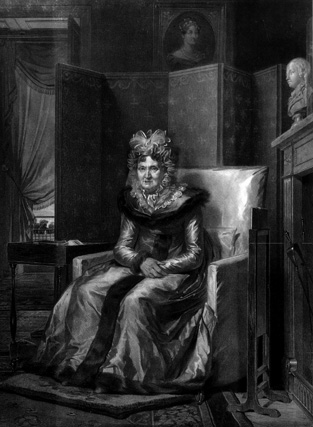
Louise-Élisabeth de Croÿ.

Nach dem Ende Napoleons und der Wiedereinführung der Monarchie unter den Bourbonen, wurde sie von Ludwig XVIII. zur Herzogin erhoben. Die Duchesse de Tourzel lebte seitdem wieder in Frankreich und schrieb an ihren Memoiren. Diese liefern Einblicke in die letzten Tag des Ancien Regime und der königlichen Familie.